# Friedrich Overbeck
Johann Friedrich Overbeck (3. července 1789 Lübeck – 12. listopadu 1869 Řím) byl německý malíř, spolu s Petrem Corneliem zakladatel spolku německých nazarénů v Římě, jedna z nejvlivnějších osobností německého umění druhé třetiny 19. století.

## Život
Fridrich Overbeck pocházel z hanzovní šlechtické rodiny v severoněmeckém městě Lübecku. Narodil se jako syn lübeckého starosty, senátora, člena dómské rady, právníka a příležitostného básníka Christiana Adolpha Overbecka (1755–1821), byl vnukem právníka Georga Christiana Overbecka (1713–1786) a jeho manželky Eleonory Marie Jauchové (1732–1797). Od dětství rád kreslil a jeho prvním učitelem byl dělostřelec Maen. Roku 1803 nastoupil do klasického gymnázia Katharinea v Lübecku a roku 1804 jej otec přivedl do lübecké kreslířské školy francouzského romantika, miniaturisty a grafika Josepha Nicolase Perouxe (1771–1849). 

 
6. března 1806 Overbeck opustil Lübeck a odjel studovat malířství na Akademii výtvarných umění ve Vídni, u tehdy slavného Heinricha Fügera, který byl předním představitelem vídeňského klasicismu. Výuka však citlivým romantikům Overbeckovi a jeho spolužákům Franzi Pforrovi (1788–1812) a Ludwigu Vogelovi nevyhovovala, a tak roku 1810 spolu odjeli do Říma. Tam Overbeck roku 1813 přestoupil ke katolicismu a společně s Petrem Corneliem a dalšími následovníky založili skupinu německých nazarénů, která žila ve společné komunitě. 

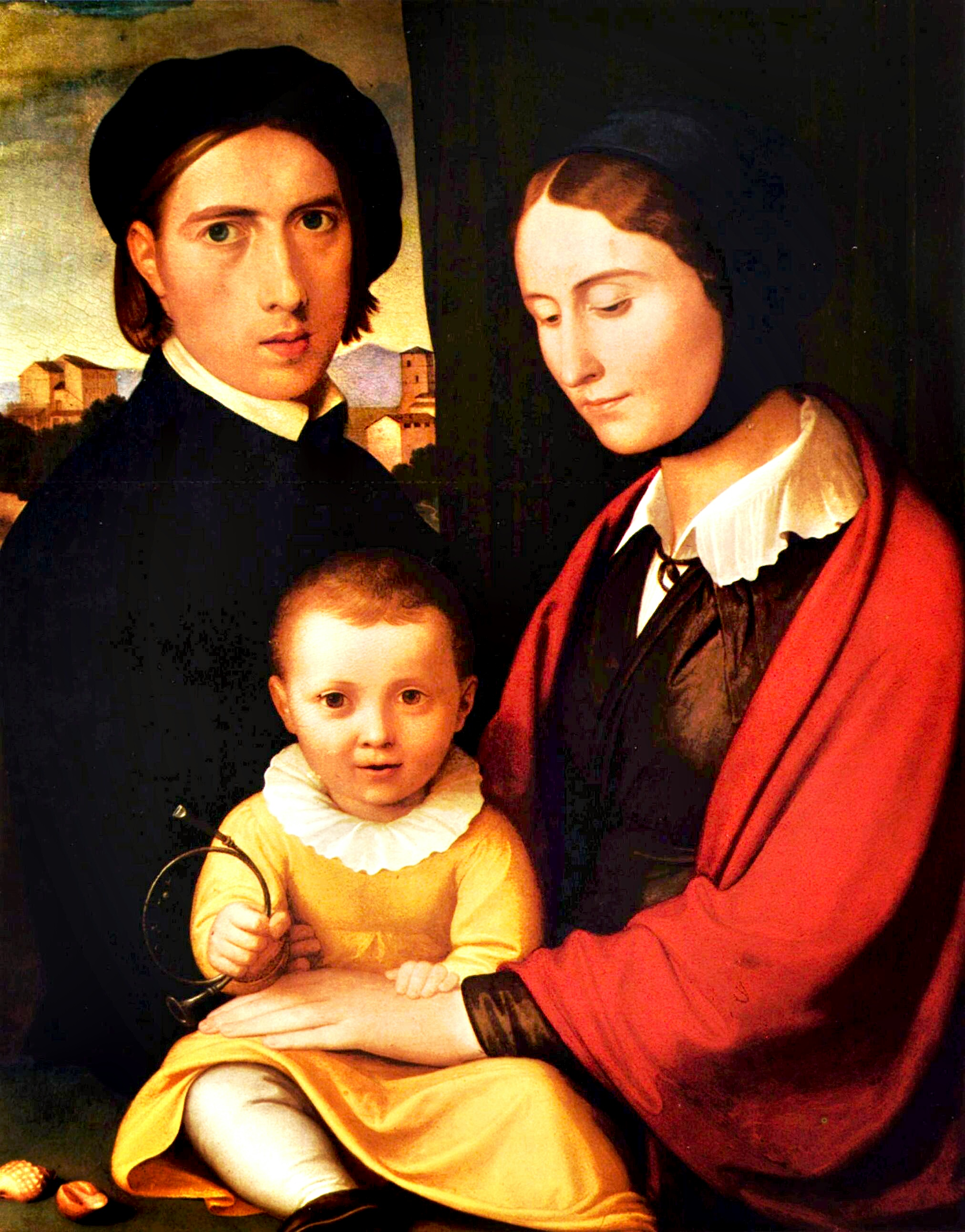
Friedrich Overbeck: Autoportrét s rodinou (1820)

Ještě dříve než angličtí prerafaelité zvolila za vzor křesťanské umění středověku a renesance, přesnou a často symetrickou kompozici scén, hieratickou strnulost postav, symbolické a tlumené barvy. Nazaréni odmítali světské náměty a zářivou barevnost manýrismu i baroka. Vraceli se ke vzorům gotiky od sienské školy přes Giotta, a renesance od Perugina až po Raffaela. 
Nazaréni dvou generací postupně ovlivnili mnoho malířů obnoveného náboženského umění, zejména chrámové malby v Evropě, ale také v severní Americe. K jejich následovníkům patřili například původem severočeský Němec Josef Führich a jeho ateliér na Vídeňské akademii, Josef Tulka a okruh malířů české Křesťanské akademie v Praze, například Antonín Barvitius,  nebo František Sequens. Česká veřejnost se s originály obrazů a návrhovými kartony F. Overbecka a jeho okruhu mohla seznámit koncem roku 1889 na výstavě v pražském Rudolfinu.
Obdiv nazarénům vyjadřovali již od jejich prvních římských let také panovníci: rakouská královna Karolína Augusta Bavorská si již roku 1812 objednala Overbeckův obraz Klanění Tří králů.. Její bratr, bavorský princ a později král Ludvík dal pět sálů mnichovské Glyptotéky vyzdobit křesťanskými náměty staroněmeckých pověstí o Nibelunzích, jež provedli Peter Cornelius a Julius Schnorr von Carolsfeld. 
Overbeckovy kompozice byly často převáděny do grafických listů nebo fotografií a užívány jako ilustrace bible a jiných katolických knih, také jako devoční grafika. Originály maleb u následujících generací modernistů a v období secese začaly vyvolávat odpor, nástěnné malby bývaly zabíleny nebo podlehly bombardování kostelů ve světových válkách. 
Overbeckův význam byl znovu doceněn teprve koncem 20. století. Nové hodnocení vyvolala jubilejní výstava v jeho rodném Lübecku a její publikace. Výběr z obrazů, kreseb a grafické listy nyní tvoří stálou expozici v galerii Behnhaus v Lübecku.

## Ocenění
Friedrich Overbeck získal sedm vysokých státních vyznamenání, mimo jiné Řád Františka Josefa a Řád Panny Marie Guadalupské císaře Maxmiliána Mexického, pruský řád za vědu a umění Pour le Mérite, a také záslužnou medaili Bene merenti od papeže Benedikta IX., který Overbecka navštívil v jeho římském domě. Vyučoval jako profesor na Akademii svatého Lukáše v Římě i ve Städelově institutu ve Frankfurtu nad Mohanem. Byl zvolen členem několika evropských akademií a zemřel roku 1869 v Římě.

## Hlavní díla
- Portrét malíře Franze Pforra (1810), dosud romantické dílo
- Vjezd Krista do Jeruzaléma (1808), Mariánský kostel v Lübecku; Overbeck v mnohafigurové scéně Kristových obdivovatelů namaloval všechny členy své rodiny. Obraz shořel při bombardování města roku 1944
- Kristus a Panna Maria přijímají sv. Františka, freska na vnější západní stěně Porciunkulové kaple v kostele Santa Maria degli Angeli v Assisi, (1829). Obraz je protějškem Peruginovy fresky na východní stěně kaple.
- Triumf náboženství v uměních (1829–1840), Städelovo muzeum Frankfurt nad Mohanem
- Vyhnání Hágar (1839–1841), Metropolitní muzeum umění new York
- Cyklus Sedm svátostí (1846–1862), návrhové kartóny pro dóm v Orvietu
- Nanebevzetí Panny Marie (1857), pro dóm v Kolíně nad Rýnem
- Kristus a učedníci (–1840) pro Kvirinálský palác papeže Pia IX. (nyní v hale při Svatopetrské bazilice) v Římě
- Kristus se zjevuje farizeům (1866), Královské muzeum krásných umění Antverpy

## Galerie

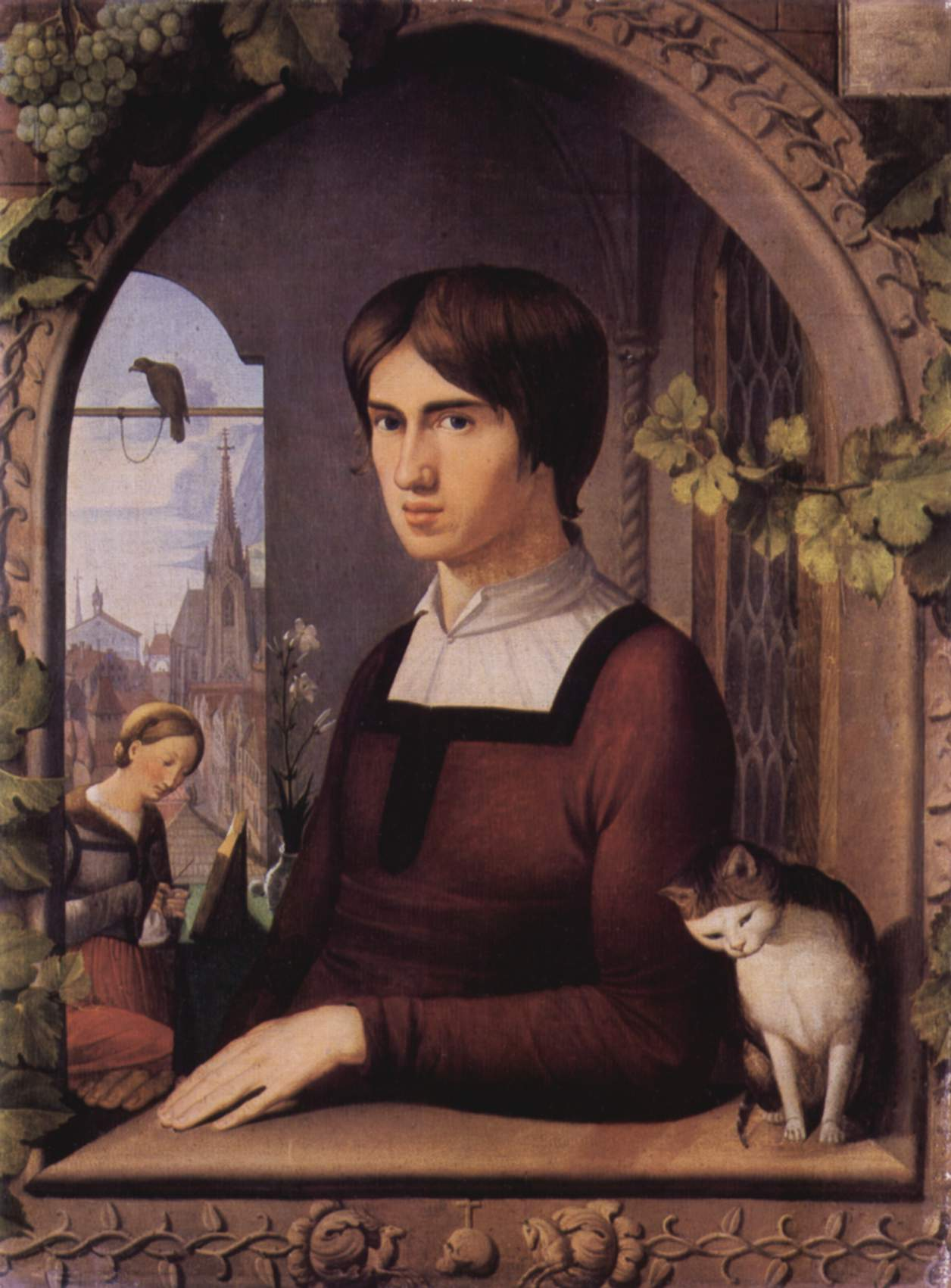
Portrét Franze Pforra
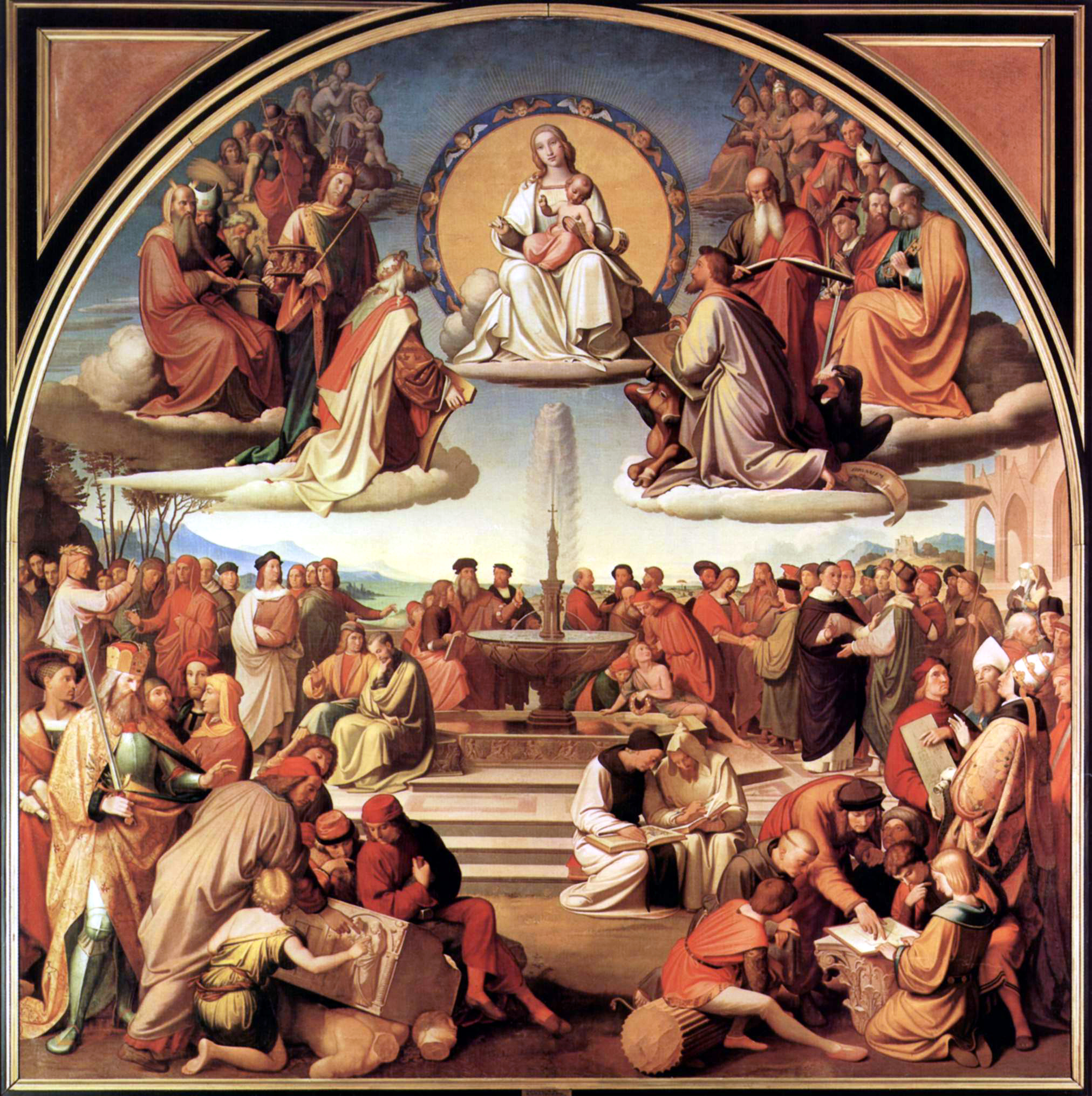
Triumf náboženství v uměních
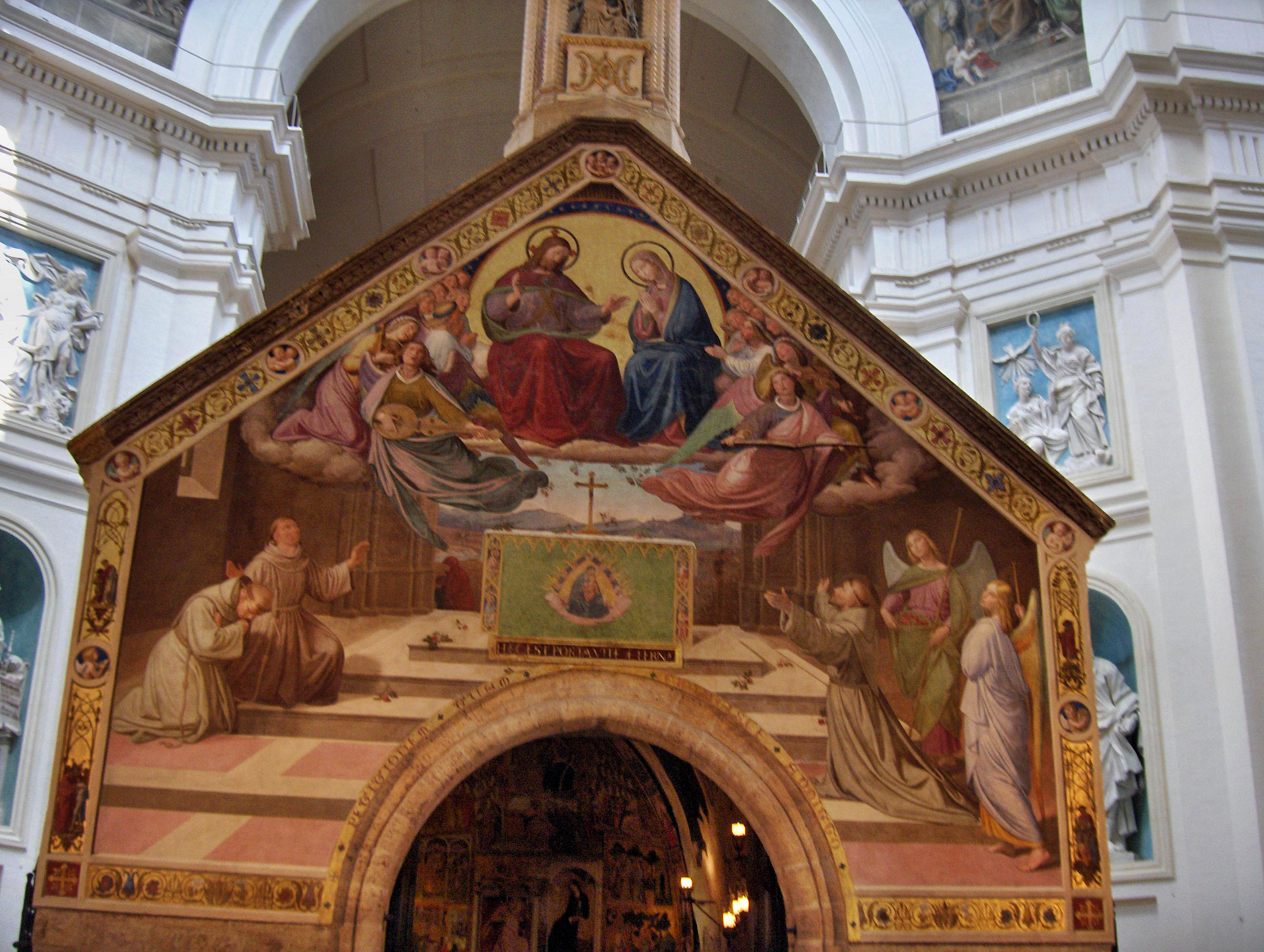
Freska na stěně Porciunkule
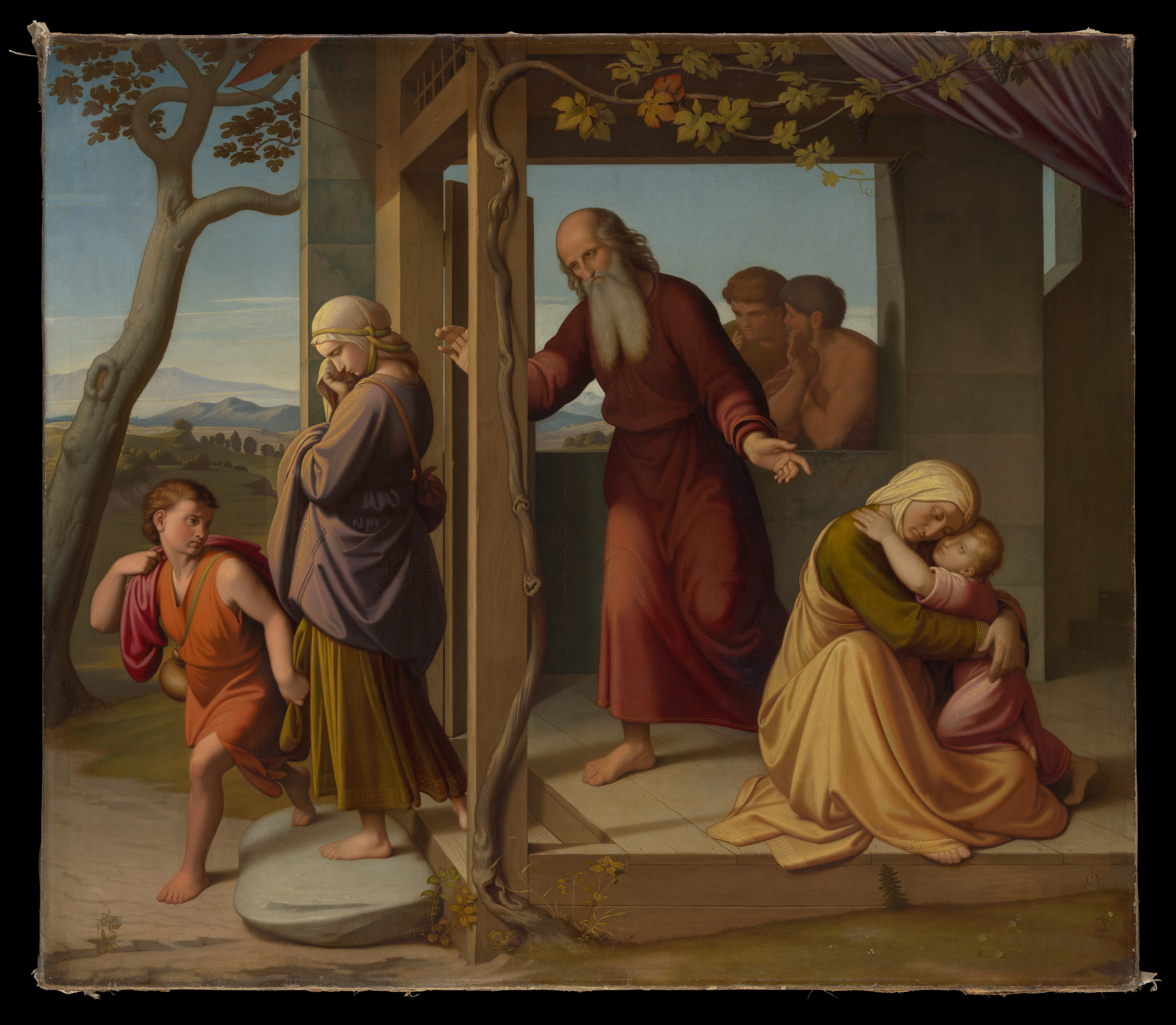
Vyhnání Hágar
Kristus se zjevuje farizeům